# روبرت بيرتون
روبرت بيرتون (بالإنجليزية: Robert Burton)‏ (8 فبراير 1577 - 25 يناير 1640) كان باحثاً وكاتباً إنجليزياً في جامعة أكسفورد، اشتهر بمؤلفه التقليدي «تشريح الملنخوليا».

## سيرة
ولد بيرتون في قرية ليندلي بمقاطعة ليسترشير، وأباه هو رالف وأمه دورثي بيرتون وله أخ يدعى ويليام. أمضى بيرتون معظم حياته في بلدة أوكسفورد منذ أن كان تلميذاً صغيراً إلى أن أصبح طالباً جامعياً فدرس في كنيسة المسيح. وقد درس عدداً كبيراً ومتنوعاً من المواضيع وعمل كرجل دين فعيّن فيقاراً على (كنيسة القديس طومس الشهيد) بأكسفورد، كما كان رياضياً وعمل في الفلك. ومن المعروف أن له عمل أصلي بعنوان «تشريح الملنخوليا» والذي أعطاه الكثير من الشهرة، وقد كتبه لما عاناه في حياته من اكتئاب ونشره عام 1621 تحت الاسم المستعار «ديموقريطوس الصغير».
وشاع في خبر موته أنه شنق نفسه في غرفته في جامعة كنيسة المسيح. ودفن بيرتون في كاتدرائية كنيسة المسيح بأكسفورد.

## وصلات خارجية
- روبرت بيرتون على موقع الموسوعة البريطانية (الإنجليزية)
- روبرت بيرتون على موقع ميوزك برينز (الإنجليزية)
- روبرت بيرتون على موقع إن إن دي بي (الإنجليزية)

- برنامج لهيئة الإذاعة البريطانية يناقش «تشريح الملنخوليا». (بالإنجليزية)
- مؤلفات روبرت بيرتون في مشروع غوتنبرغ
- أعمال أو نبذة عن روبرت بيرتون على أرشيف الإنترنت